# Chroococcidiopsis
Chroococcidiopsis es un género de cianobacterias primitivas, el único género de la familia Chroococcidiopsidaceae. Es una bacteria cocal fotosintética, existen diversas especies dentro del género, con una diversidad de fenotipos, algunos con capacidad de sobrevivir en condiciones medioambientales duras, incluyendo temperaturas altas y bajas, radiación ionizante y alta salinidad. Los organismos capaces de vivir en tales condiciones hostiles se conocen como extremófilos.

## Resistencia de desecación
La capacidad de las especies del género Chroococcidiopsis para resistir la desecación en entornos áridos es posible debido a que esta cianobacteria coloniza y penetra rocas traslúcidas. Debajo de estas rocas encuentra suficiente humedad para su crecimiento, mientras que la naturaleza traslúcida de la roca deja la luz suficiente para lograr que el organismo realice fotosíntesis. Es común encontrarla en tapetes de desierto

## Colonización de Marte
Debido a su resistencia a las condiciones ambientales adversas, especialmente a las bajas temperaturas, la baja humedad y la tolerancia a la radiación, Chroococcidiopsis ha sido considerada como un organismo capaz de vivir en Marte. Los científicos han especulado sobre la posibilidad de introducir Chroococcidiopsis en el ambiente marciano para ayudar en la formación de un ambiente aeróbico. Además de la producción de oxígeno, Chroococcidiopsis podría ayudar en la formación de suelo en la superficie marciana. En la Tierra, el suelo se forma a partir de la descomposición de la materia orgánica. En Marte, debido a que no hay materia orgánica presente, el material orgánico de los microbios mismos proporcionaría la materia orgánica necesaria. El suelo y el oxígeno producidos por estos organismos podrían algún día proporcionar las condiciones necesarias para que los humanos cultiven alimentos en Marte, posiblemente permitiendo civilizaciones humanas permanentes en el planeta. En una escala de tiempo más corta, las cianobacterias como la Chroococcidiopsis podrían usarse en sistemas cerrados para producir recursos para puestos avanzados en Marte sin alterar la superficie o la atmósfera del planeta.
Una misión espacial llamada EXPOSE-R2 se lanzó el 24 de julio de 2014 a bordo del Russian Progress M-24M, y se acopló el 18 de agosto de 2014 fuera de la ISS en el módulo ruso Zvezda. El experimento incluye muestras de Chroococcidiopsis que estarán expuestas a la atmósfera marciana simulada, radiación UVC y temperaturas extremas.